# Élections législatives de 2007 dans les Deux-Sèvres
Les élections législatives françaises de 2007 se déroulent les 10 juin et 17 juin 2007. Dans le département des Deux-Sèvres, quatre députés sont à élire dans le cadre de quatre circonscriptions.

## Élus
| Circonscription | Député sortant            | Parti | Parti | Député élu ou réélu       | Parti | Parti |
| --------------- | ------------------------- | ----- | ----- | ------------------------- | ----- | ----- |
| 1re             | Geneviève Perrin-Gaillard |       | PS    | Geneviève Perrin-Gaillard |       | PS    |
| 2e              | Ségolène Royal nsrp       |       | PS    | Delphine Batho            |       | PS    |
| 3e              | Jean-Marie Morisset       |       | UMP   | Jean-Marie Morisset       |       | UMP   |
| 4e              | Dominique Paillé          |       | UMP   | Jean Grellier             |       | PS    |

## Résultats

### Résultats à l'échelle du département
| Parti                                           | Parti                             | Premier tour | Premier tour | Second tour | Second tour | Sièges |
| Parti                                           | Parti                             | Voix         | %            | Voix        | %           | Sièges |
| ----------------------------------------------- | --------------------------------- | ------------ | ------------ | ----------- | ----------- | ------ |
|                                                 | Union pour un mouvement populaire | 69 105       | 41,04        | 53 272      | 42,36       | 1      |
|                                                 | Mouvement pour la France          | 4 292        | 2,55         |             |             | 0      |
|                                                 | Majorité présidentielle           | 80 077       | 43,61        | 53 272      | 42,36       | 1      |
|                                                 |                                   |              |              |             |             |        |
|                                                 | Parti socialiste                  | 65 456       | 38,87        | 72 490      | 57,64       | 3      |
|                                                 | Les Verts                         | 5 664        | 3,36         |             |             | 0      |
|                                                 | Parti communiste français         | 1 243        | 0,74         | 0           |             |        |
|                                                 | Gauche parlementaire              | 77 031       | 41,95        | 72 490      | 57,64       | 3      |
|                                                 |                                   |              |              |             |             |        |
|                                                 | UDF–Mouvement démocrate           | 10 346       | 6,14         |             |             | 0      |
|                                                 | Extrême gauche dont LCR, LO et PT | 5 312        | 3,15         | 0           |             |        |
|                                                 | Front national                    | 3 664        | 2,18         | 0           |             |        |
|                                                 | Divers                            | 2 425        | 1,44         | 0           |             |        |
|                                                 | Divers écologiste dont GÉ         | 880          | 0,52         | 0           |             |        |
|                                                 |                                   |              |              |             |             |        |
| Inscrits                                        | Inscrits                          | 269 865      | 100,00       | 208 160     | 100,00      | 4      |
| Abstentions                                     | Abstentions                       | 97 321       | 36,06        | 78 888      | 37,9        |        |
| Votants                                         | Votants                           | 172 544      | 63,94        | 129 272     | 62,1        |        |
| Blancs et nuls                                  | Blancs et nuls                    | 4 157        | 2,41         | 3 510       | 2,72        |        |
| Exprimés                                        | Exprimés                          | 168 387      | 97,59        | 125 762     | 97,28       |        |
| Source : Ministère de l'Intérieur - Deux-Sèvres |                                   |              |              |             |             |        |

### Résultats par circonscription

#### Première circonscription (Niort)
| Candidat       | Candidat                           | Parti          | Premier tour | Premier tour | Second tour | Second tour |  |
| Candidat       | Candidat                           | Parti          | Voix         | %            | Voix        | %           |  |
| -------------- | ---------------------------------- | -------------- | ------------ | ------------ | ----------- | ----------- |  |
|                | Geneviève Gaillard sortante réélue | PS             | 18 699       | 48,59        | 23 871      | 65,24       |  |
|                | Frédéric Rouillé                   | UMP            | 11 656       | 30,29        | 12 717      | 34,76       |  |
|                | Fabien Waechter                    | UDF–MoDem      | 2 327        | 6,05         |             |             |  |
|                | Serge Morin                        | Les Verts      | 1 629        | 4,23         |             |             |  |
|                | Frédéric Giraud                    | PCF            | 1 243        | 3,23         |             |             |  |
|                | France Barraud                     | MPF            | 842          | 2,19         |             |             |  |
|                | Lucie Chaumeron                    | FN             | 742          | 1,93         |             |             |  |
|                | Isabelle Leruste                   | GÉ             | 464          | 1,21         |             |             |  |
|                | Alain-Marc Goyat                   | Divers         | 336          | 0,87         |             |             |  |
|                | Maryse Vallée                      | LO             | 301          | 0,78         |             |             |  |
|                | Marinette Veyssière                | PT             | 244          | 0,63         |             |             |  |
|                | Marie-Claire Kaluzny               | Divers         | 0            | 0,00         |             |             |  |
|                |                                    |                |              |              |             |             |  |
| Inscrits       | Inscrits                           | Inscrits       | 64 340       | 100,00       | 64 320      | 100,00      |  |
| Abstentions    | Abstentions                        | Abstentions    | 25 128       | 39,06        | 26 735      | 41,57       |  |
| Votants        | Votants                            | Votants        | 39 212       | 60,94        | 37 585      | 58,43       |  |
| Blancs et nuls | Blancs et nuls                     | Blancs et nuls | 729          | 1,86         | 997         | 2,65        |  |
| Exprimés       | Exprimés                           | Exprimés       | 38 483       | 98,14        | 36 588      | 97,35       |  |

#### Deuxième circonscription (Melle)
| Candidat       | Candidat                  | Parti          | Premier tour | Premier tour | Second tour | Second tour |  |
| Candidat       | Candidat                  | Parti          | Voix         | %            | Voix        | %           |  |
| -------------- | ------------------------- | -------------- | ------------ | ------------ | ----------- | ----------- |  |
|                | Delphine Batho élue       | PS             | 20 690       | 44,56        | 26 524      | 57,42       |  |
|                | Jean-Pierre Griffault     | UMP            | 16 131       | 34,74        | 19 669      | 42,58       |  |
|                | Simone Gendreau-Donnefort | UDF–MoDem      | 2 947        | 6,35         |             |             |  |
|                | Geneviève Paillaud        | Les Verts      | 1 539        | 3,31         |             |             |  |
|                | Iris Tisserand            | MPF            | 1 454        | 3,13         |             |             |  |
|                | Gisèle Sicot              | LCR            | 1 441        | 3,10         |             |             |  |
|                | Jean-Romée Charbonneau    | FN             | 1 312        | 2,83         |             |             |  |
|                | Nicole Poupinot           | LO             | 481          | 1,04         |             |             |  |
|                | Gilles Athanassoff        | Divers         | 430          | 0,93         |             |             |  |
|                | Anne-Marie Vicquelin      | Divers         | 8            | 0,02         |             |             |  |
|                |                           |                |              |              |             |             |  |
| Inscrits       | Inscrits                  | Inscrits       | 73 622       | 100,00       | 73 688      | 100,00      |  |
| Abstentions    | Abstentions               | Abstentions    | 25 931       | 35,22        | 26 291      | 35,68       |  |
| Votants        | Votants                   | Votants        | 47 691       | 64,78        | 47 397      | 64,32       |  |
| Blancs et nuls | Blancs et nuls            | Blancs et nuls | 1 258        | 2,64         | 1 204       | 2,54        |  |
| Exprimés       | Exprimés                  | Exprimés       | 46 433       | 97,36        | 46 193      | 97,46       |  |

#### Troisième circonscription (Parthenay)
|                | Jean-Marie Morisset sortant réélu | UMP            | 22 143 | 55,66  |  |  |  |
|                | Gaëtan Fort                       | PS             | 10 787 | 27,11  |  |  |  |
|                | Michel Clairand                   | UDF–MoDem      | 2 025  | 5,09   |  |  |  |
|                | Chantal Mathieu                   | Les Verts      | 1 263  | 3,17   |  |  |  |
|                | Benoît Michenot                   | Divers         | 852    | 2,14   |  |  |  |
|                | Sylvie Albert                     | FN             | 815    | 2,05   |  |  |  |
|                | Jean-François Clopeau             | Extrême gauche | 777    | 1,95   |  |  |  |
|                | Laurence Bunoust                  | MPF            | 696    | 1,75   |  |  |  |
|                | Danièle Cassette                  | LO             | 427    | 1,07   |  |  |  |
|                |                                   |                |        |        |  |  |  |
| Inscrits       | Inscrits                          | Inscrits       | 61 748 | 100,00 |  |  |  |
| Abstentions    | Abstentions                       | Abstentions    | 21 024 | 34,05  |  |  |  |
| Votants        | Votants                           | Votants        | 40 724 | 65,95  |  |  |  |
| Blancs et nuls | Blancs et nuls                    | Blancs et nuls | 939    | 2,31   |  |  |  |
| Exprimés       | Exprimés                          | Exprimés       | 39 785 | 97,69  |  |  |  |

#### Quatrième circonscription (Thouars - Bressuire)
| Candidat       | Candidat                 | Parti          | Premier tour | Premier tour | Second tour | Second tour |  |
| Candidat       | Candidat                 | Parti          | Voix         | %            | Voix        | %           |  |
| -------------- | ------------------------ | -------------- | ------------ | ------------ | ----------- | ----------- |  |
|                | Dominique Paillé sortant | UMP            | 19 175       | 43,89        | 20 886      | 48,59       |  |
|                | Jean Grellier élu        | PS             | 15 280       | 34,98        | 22 095      | 51,41       |  |
|                | Pierre Bureau            | UDF–MoDem      | 3 047        | 6,97         |             |             |  |
|                | Paul Bridier             | MPF            | 1 300        | 2,98         |             |             |  |
|                | Cyril Pouclet            | Les Verts      | 1 233        | 2,82         |             |             |  |
|                | Jean-Pierre Gay          | LCR            | 1 027        | 2,35         |             |             |  |
|                | Philippe Maurin          | FN             | 795          | 1,82         |             |             |  |
|                | Marie-José Faligant      | LO             | 614          | 1,41         |             |             |  |
|                | Alain Barnelas           | CPNT           | 458          | 1,05         |             |             |  |
|                | Catherine Rousseau       | GÉ             | 416          | 0,95         |             |             |  |
|                | Aline Le Voguer          | Divers         | 313          | 0,72         |             |             |  |
|                | Jacques Goguy            | Divers         | 28           | 0,06         |             |             |  |
|                |                          |                |              |              |             |             |  |
| Inscrits       | Inscrits                 | Inscrits       | 70 155       | 100,00       | 70 152      | 100,00      |  |
| Abstentions    | Abstentions              | Abstentions    | 25 238       | 35,97        | 25 862      | 36,87       |  |
| Votants        | Votants                  | Votants        | 44 917       | 64,03        | 44 290      | 63,13       |  |
| Blancs et nuls | Blancs et nuls           | Blancs et nuls | 1 231        | 2,74         | 1 309       | 2,96        |  |
| Exprimés       | Exprimés                 | Exprimés       | 43 686       | 97,26        | 42 981      | 97,04       |  |